# Canton de Montpellier-5
Le canton de Montpellier 5 est une circonscription électorale française située dans le département de l'Hérault, dans l'arrondissement de Montpellier.

## Histoire
Un nouveau découpage territorial de l'Hérault (département) entre en vigueur à l'occasion des élections départementales de 2015. Il est défini par le décret du 26 février 2014, en application des lois du 17 mai 2013 (loi organique 2013-402 et loi 2013-403). Les conseillers départementaux sont, à compter de ces élections, élus au scrutin majoritaire binominal mixte. Les électeurs de chaque canton élisent au Conseil départemental, nouvelle appellation du Conseil général, deux membres de sexe différent, qui se présentent en binôme de candidats. Les conseillers départementaux sont élus pour 6 ans au scrutin binominal majoritaire à deux tours, l'accès au second tour nécessitant 12,5 % des inscrits au 1er tour. En outre la totalité des conseillers départementaux est renouvelée. Ce nouveau mode de scrutin nécessite un redécoupage des cantons dont le nombre est divisé par deux avec arrondi à l'unité impaire supérieure si ce nombre n'est pas entier impair, assorti de conditions de seuils minimaux. Dans l'Hérault, le nombre de cantons passe ainsi de 49 à 25.

## Représentation

### Représentation avant 2015
| Période | Période | Identité          | Étiquette      | Qualité |
| ------- | ------- | ----------------- | -------------- | --- |
| 1973    | 1979    | Jacques Giret     | RI puis UDF-PR | Maire de Palavas-les-Flots (1953-1989)                                                                     |
| 1979    | 1985    | Raymond Dugrand   | PS             | Professeur d'université, géographe Adjoint au Maire de Montpellier                                         |
| 1985    | 1992    | Michel Vaillat    | UDF-DL         | Maire de Lattes                                                                                            |
| 1992    | 2015    | Christian Bénézis | PS             | Adjoint au maire de Montpellier de 1989 à 2001 Vice-Président du Conseil Général Président d'Hérault Sport |

Michel Vaillat est élu conseiller général du nouveau canton de Lattes en 1992.

### Représentation après 2015
| Période élective | Période élective | Mandat | Mandat   | Identité           | Nuance | Nuance | Qualité                |
| ---------------- | ---------------- | ------ | -------- | ------------------ | ------ | ------ | ---------------------- |
| 2015             | 2021             | 2015   | 2021     | Maud Bodkin        |        | LREM   | Etudiante              |
| 2015             | 2021             | 2015   | 2021     | Jérémie Malek      |        | LREM   | Travailleur social     |
| 2021             | 2028             | 2021   | en cours | Zita Chelvi-Sandin |        | PS     | Artiste et commerçante |
| 2021             | 2028             | 2021   | en cours | Sébastien Cristol  |        | DVG    | Directeur de spa       |

Sébastien Cristol a quitté Les Écologistes. Il est depuis juin 2025 à Place publique.

### Résultats détaillés

#### Élections de mars 2015
À l'issue du 1er tour des élections départementales de 2015, deux binômes sont en ballottage : Maud Bodkin et Jérémie Malek (DVG, 19,85 %) et François Gaubert et Geneviève Hollender (FN, 18,02 %). Le taux de participation est de 45,47 % (13 439 votants sur 29 555 inscrits) contre 51,87 % au niveau départemental et 50,17 % au niveau national.
Au second tour, Maud Bodkin et Jérémie Malek (DVG) sont élus avec 74,44 % des suffrages exprimés et un taux de participation de 45,59 % (9 110 voix pour 13 474 votants et 29 555 inscrits).
Maud Bodkin et Jérémie Malek sont membres du groupe LREM
Jérémie Malek a quitté le groupe LREM le 11/09/2020.
Maud Bodkin a quitté le groupe LREM le 24/03/2020.
Maud Bodkin a rejoint le groupe Hérault Citoyens.

#### Élections de juin 2021
Le premier tour des élections départementales de 2021 est marqué par un très faible taux de participation (33,26 % au niveau national). Dans le canton de Montpellier-5, ce taux de participation est de 31,13 % (9 381 votants sur 30 136 inscrits) contre 33,27 % au niveau départemental. À l'issue de ce premier tour, deux binômes sont en ballottage : Zita Chelvi-Sandin et Sebastien Cristol (Union à gauche avec des écologistes, 42,87 %) et M'Barka Boualleg et Julien Colet (Union à gauche avec des écologistes, 19,42 %).
Le second tour des élections est marqué une nouvelle fois par une abstention massive équivalente au premier tour. Les taux de participation sont de 34,36 % au niveau national, 34,7 % dans le département et 30,07 % dans le canton de Montpellier-5. Zita Chelvi-Sandin et Sebastien Cristol (Union à gauche avec des écologistes) sont élus avec 72,33 % des suffrages exprimés (5 410 voix pour 9 062 votants et 30 140 inscrits),,. 

## Composition

### Composition de 1973 à 1992
Jusqu'en 1992, le canton de Montpellier-5 comprenait des quartiers du sud de Montpellier et les trois communes de Lattes, Palavas-les-Flots et Pérols. Ces trois communes sont alors constituées en canton de Lattes dont le premier conseiller général élu est Michel Vaillat, alors conseiller général de Montpellier-5.

### Composition de 1992 à 2015

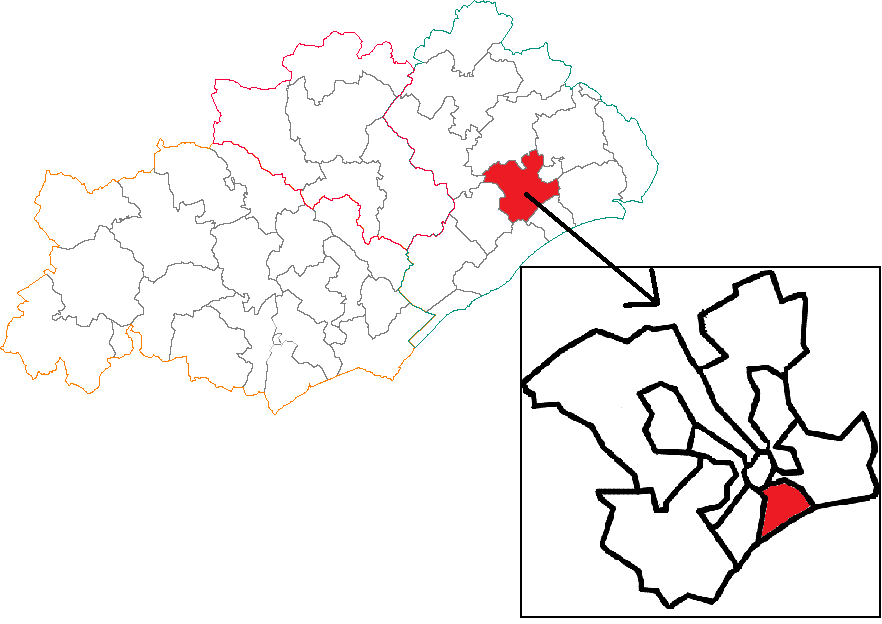
Situation du Canton de Montpellier-5 dans le département de l'Hérault de 1992 à 2015.

Il incluait les quartiers suivants :
- Moularès ;
- Près-d'Arènes ;
- Saint-Martin ;
- Cité Mion ;
- La Rauze ;
- Tournezy ;
- Les Aiguerelles ;
- La Restanque.

### Composition depuis 2015
| Nom                                 | Code Insee | Intercommunalité                   | Superficie (km2) | Population (dernière pop. légale)                 | Densité (hab./km2) | Modifier                                    |
| ----------------------------------- | ---------- | ---------------------------------- | ---------------- | ------------------------------------------------- | ------------------ | ------------------------------------------- |
| Montpellier (bureau centralisateur) | 34172      | Montpellier Méditerranée Métropole | 56,88            | Fraction : 54 215 (2022) Commune : 307 101 (2022) | 5 399              | modifier les données · modifier les données |
| Canton de Montpellier-5             | 3419       |                                    |                  | 54 215 (2022)                                     |                    | modifier les données                        |

Le canton est désormais composé de la partie de la commune de Montpellier située à l'ouest d'une ligne définie par l'axe des voies et limites suivantes : depuis la limite territoriale de la commune de Saint-Jean-de-Védas, route de Lavérune, avenue de la Croix-du-Capitaine, rue de Claret, avenue de Toulouse, boulevard Berthelot, boulevard Vieussens, boulevard Rabelais, boulevard d'Orient, boulevard de Strasbourg, rue du Pont-de-Lattes, avenue Henri Frenay, rue Aristide Ollivier, rue du Clos-René, rue Joffre, boulevard Victor Hugo, boulevard de l'Observatoire, boulevard du Jeu de Paume, grand-rue Jean Moulin, rue Lapeyronie, rue de la Fontaine, rue Jules Latreilhe, rue Saint-Côme, rue Voltaire, rue Joubert, rue Saint-Ravy, rue de la Vieille, rue de l'Herberie, rue de la Draperie Rouge, rue de l'Aiguillerie, rue des Écoles Laïques, boulevard Louis Blanc, boulevard Pasteur, place Albert Ier, rue Auguste Broussonnet, rue de la Portalière-des-Masques, avenue d'Assas, rue de Las Sorbes, avenue de la Gaillarde, rue de Louvain, avenue de l’École d'Agriculture Gabriel Buchet, rue Boussinesq, boulevard Benjamin Milhaud, avenue de Lodève, ligne droite dans le prolongement de l'impasse des Oiseaux-Bleus, avenue de la Liberté, route nationale 109, jusqu'à la limite territoriale de la commune de Juvignac.

## Démographie

### Démographie avant 2015
| 1975 | 1982 | 1990   | 1999   | 2006   | 2011   | 2012   |
| ---- | ---- | ------ | ------ | ------ | ------ | ------ |
| -    | -    | 14 885 | 14 493 | 15 678 | 16 878 | 17 482 |

### Démographie depuis 2015
En 2022, le canton comptait 54 215 habitants, en évolution de +5,85 % par rapport à 2016 (Hérault : +7,49 %, France hors Mayotte : +2,11 %).
| 2013   | 2018   | 2022   |
| ------ | ------ | ------ |
| 50 609 | 51 819 | 54 215 |

## Galerie photographique

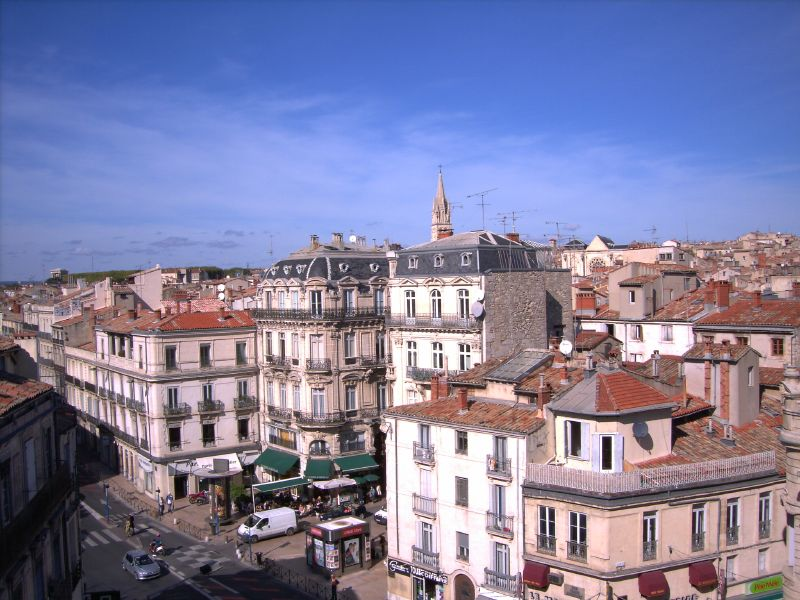
Le boulevard du Jeu de Paume, la place Édouard Adam et le boulevard de l'Observatoire.
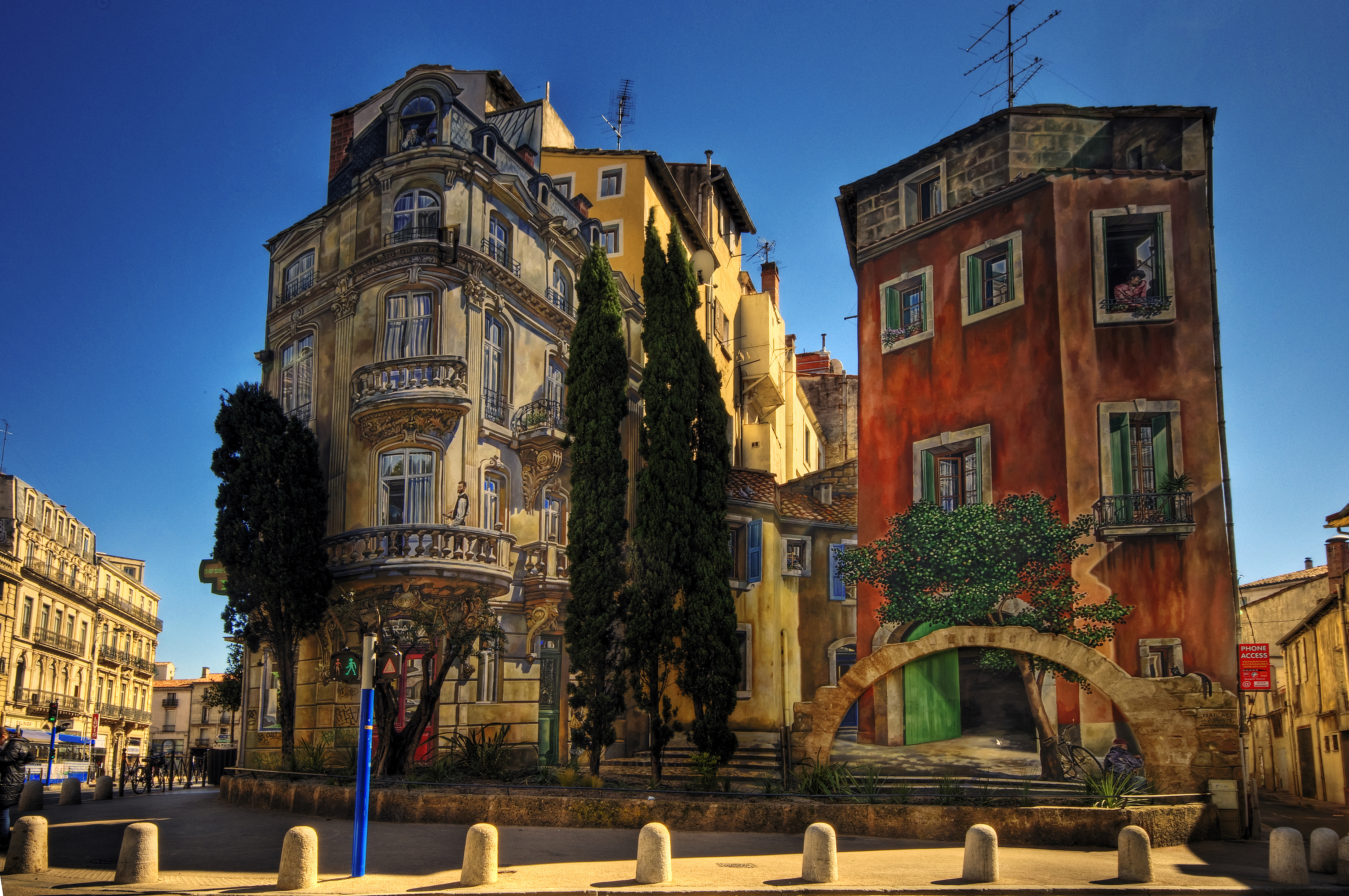
Le trompe-l'œil de la place Édouard Adam.
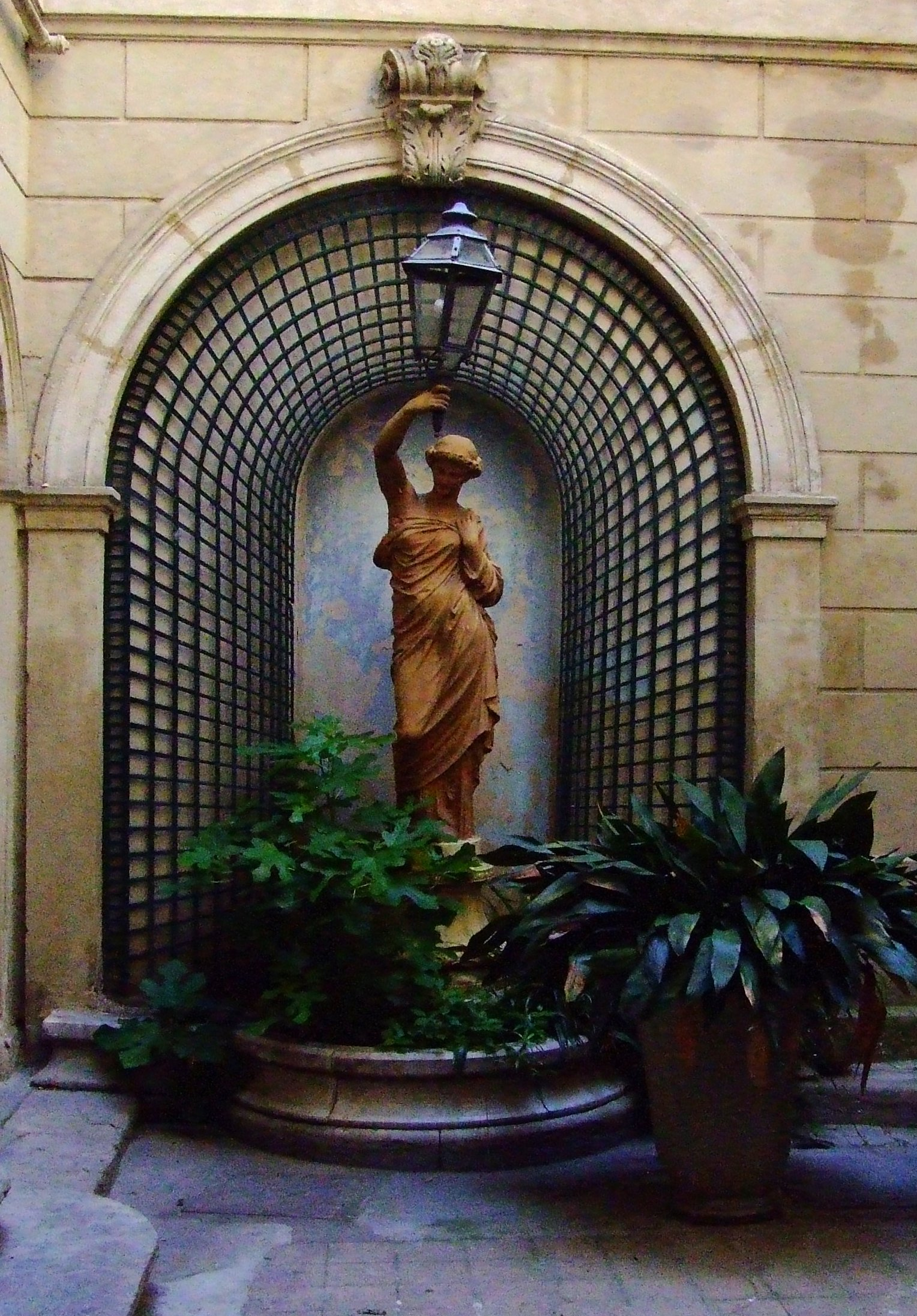
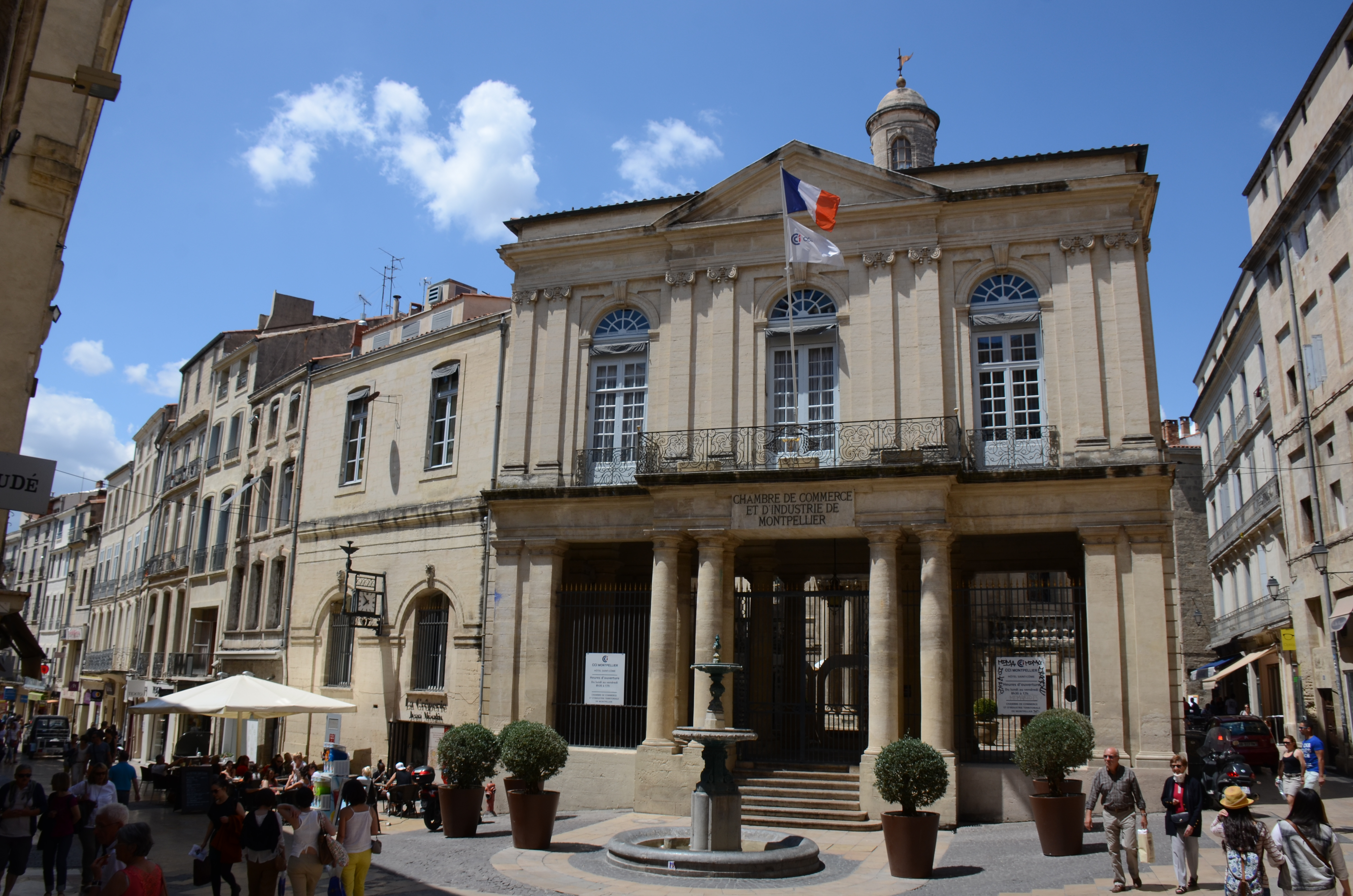
Hôtel de Saint-Côme.